# Castelnuovo Nigra
Pour les articles homonymes, voir Castelnuovo.
Castelnuovo Nigra est une commune italienne de la ville métropolitaine de Turin dans la région Piémont en Italie.

## Personnalités
Costantino Nigra (Villa Castelnuovo, 11 juin 1828 – Rapallo 1er juillet 1907), philologue, poète et politique italien.

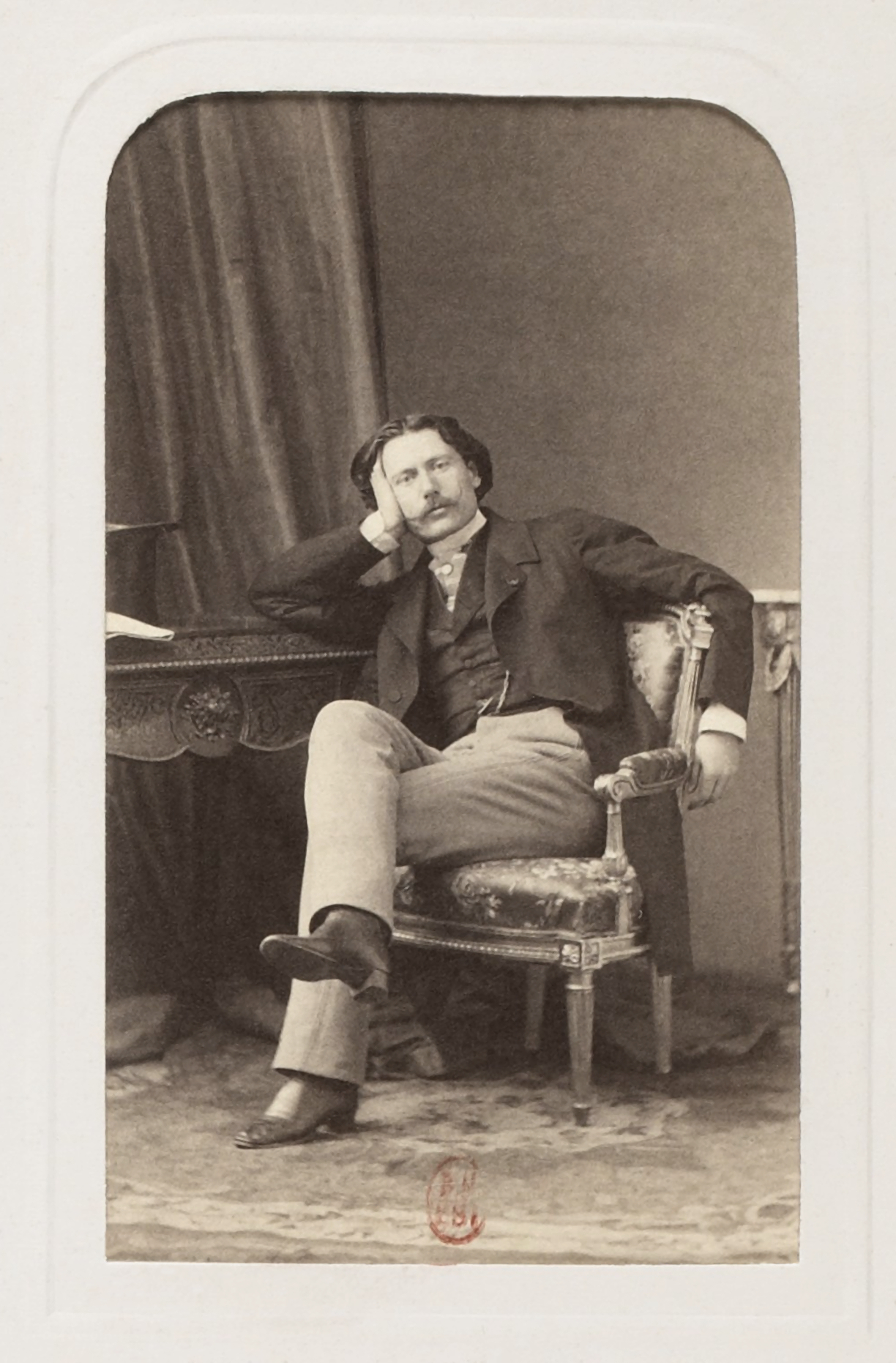
Costantino Nigra.

## Administration
| Période                                  | Période  | Identité             | Étiquette | Qualité |
| ---------------------------------------- | -------- | -------------------- | --------- | ------- |
| 5 avril 2005                             | En cours | Matteo Sergio Bracco |           |         |
| Les données manquantes sont à compléter. |          |                      |           |         |

### Communes limitrophes
Traversella, Trausella, Frassinet, Castellamonte, Rueglio, Cintano, Colleretto Castelnuovo, Lugnacco, Borgiallo, Vistrorio